# Cudowny Park Amagi
Cudowny Park Amagi (jap. 甘城ブリリアントパーク Amagi buririanto pāku) – seria light novel napisana przez Shōjiego Gatō i zilustrowana przez Yukę Nakajimę, wydawana od lutego 2013 do czerwca 2016 nakładem wydawnictwa Fujimi Shobō pod imprintem Fujimi Fantasia Bunko.
Na jej podstawie powstały 3 serie mangi oraz anime, za produkcję którego odpowiadało studio Kyoto Animation. Jego emisja trwała od października do grudnia 2014. W Polsce serial jest nadawany na antenie 2x2 od grudnia 2016.

## Fabuła
Seiya Kanie to przystojny, perfekcjonistyczny chłopak, który zostaje zmuszony przez tajemniczą Isuzu Sento do odwiedzenia parku rozrywki o nazwie Cudowny Park Amagi. Park ten znajduje się w poważnych kłopotach finansowych i grozi mu zamknięcie na zawsze. W rzeczywistości jego pracownicy to uchodźcy z magicznego królestwa o nazwie Maple Land, a sam park jest miejscem pozyskiwania magicznej energii od odwiedzających, którzy dobrze się bawią. Dlatego też park jest jedynym sposobem, w jaki uchodźcy mogą utrzymać swoje istnienie w ludzkim świecie.
Aby uratować park przed zamknięciem, Seiya zostaje zatrudniony przez właścicielkę, Latifah Fleuranzę, księżniczkę Maple Landu (którą spotkał wcześniej jako mały chłopiec), aby zostać nowym kierownikiem i wykorzystać swoje umiejętności w branży rozrywkowej do jego ocalenia. Jednak mają tylko dwa tygodnie na przyciągnięcie 100 000 gości (w wersji anime muszą przyciągnąć 250 000 gości w ciągu trzech miesięcy), co wydaje się niemożliwym zadaniem, biorąc pod uwagę obecną sytuację parku.

## Bohaterowie

### Główni
- Seiya Kanie (jap. 可児江 西也 Kanie Seiya)

Seiyū: Kōki Uchiyama 
- Isuzu Sento (jap. 千斗 いすず Sento Isuzu)

Seiyū: Ai Kakuma 
- Latifah Fleuranza (jap. ラティファ・フルーランザ Ratifa Furūranza)

Seiyū: Yukiyo Fujii 

### Cudowny Park Amagi

#### Maskotki
- Moffle (jap. モッフル Moffuru)

Seiyū: Ayako Kawasumi 
- Macaron (jap. マカロン Makaron)

Seiyū: Ryōko Shiraishi 
- Tiramy (jap. ティラミー Tiramī)

Seiyū: Ai Nonaka 
- Wanipee (jap. ワニピー Wanipī)

Seiyū: Takuma Terashima 
- Dornell (jap. ドルネル Doruneru)

Seiyū: Satoshi Hino 
- Jaw (jap. ジョー Jō)

Seiyū: Shin’ichirō Miki 

#### Elementario
- Muse (jap. ミュース Myūsu)

Seiyū: Yūka Aisaka 
- Sylphy (jap. シルフィー Shirufī)

Seiyū: Tomoyo Kurosawa 
- Kobory (jap. コボリー Koborī)

Seiyū: Shiori Mikami 
- Salama (jap. サーラマ Sārama)

Seiyū: Minami Tsuda 

### Inni członkowie
- Triken (jap. トリケン Toriken)

Seiyū: Jun Fukuyama 
- Ashe (jap. アーシェ Āshe)

Seiyū: Shiori Mikami 
- Wrench (jap. レンチ Renchi)

Seiyū: Tetsu Inada 
- Ōkuro (jap. オークロ Ōkuro)

Seiyū: Shinya Takahashi 
- Nick (jap. ニック Nikku)

Seiyū: Seiichiro Yamashita 
- Genjūrō (jap. ゲンジュウロウ)

Seiyū: Jun Fukuyama 
- Rubrum (jap. ルブルム Ruburumu)

Seiyū: Jōji Nakata 
- Taramo (jap. タラモ)

Seiyū: Nobuyuki Hiyama 
- Eiko Adachi (jap. 安達 映子 Adachi Eiko)

Seiyū: Hiromi Igarashi 
- Biino Bandō (jap. 伴藤 美衣乃 Bandō Biino)

Seiyū: Natsumi Takamori 
- Shiina Chūjō (jap. 中城 椎菜 Chūjō Shiina)

Seiyū: Haruka Chisuga 
- Tetsuhige (jap. 鉄ひげ)

Seiyū: Masahiko Tanaka 

### Pozostali
- Takaya Kurisu (jap. 栗栖 隆也 Kurisu Takaya)

Seiyū: Jun’ichi Suwabe 
- Aisu Kyūbu (jap. 久武 藍珠 Kyūbu Aisu)

Seiyū: Yūko Kaida 
- Takami (jap. タカミ Takami)

Seiyū: Sakura Nakamura 
- Mutsumi Terano (jap. 寺野 睦美 Terano Mutsumi)

Seiyū: Mikako Izawa 
- Kanae Tsuchida (jap. 土田 香苗 Tsuchida Kanae)

Seiyū: Moe Ōtomo 
- Kimura (jap. 木村 Kimura)

Seiyū: Daisuke Sakaguchi 

## Light novel
Seria była publikowana od 20 lutego 2013 do 18 czerwca 2016 nakładem wydawnictwa Fujimi Shobō pod imprintem Fujimi Fantasia Bunko. Całość liczy łącznie 8 tomów.
| Nr | Data wydania (język japoński) | ISBN (język japoński)  |
| -- | ----------------------------- | ---------------------- |
| 1  | 20 lutego 2013                | ISBN 978-4-8291-3828-1 |
| 2  | 20 sierpnia 2013              | ISBN 978-4-8291-3921-9 |
| 3  | 18 stycznia 2014              | ISBN 978-4-04-070004-5 |
| 4  | 20 czerwca 2014               | ISBN 978-4-04-070207-0 |
| 5  | 18 października 2014          | ISBN 978-4-04-070208-7 |
| 6  | 18 kwietnia 2015              | ISBN 978-4-04-070209-4 |
| 7  | 20 października 2015          | ISBN 978-4-04-070701-3 |
| 8  | 18 czerwca 2016               | ISBN 978-4-04-070702-0 |

3-tomowy spin-off serii napisany przez Keishō Yanagawę, zatytułowany Amagi Brilliant Park: Maple Summoner, był publikowany pod imprintem Fujimi Fantasia Bunko od 18 października 2014 roku do 20 lutego 2015.
| Nr | Data wydania (język japoński) | ISBN (język japoński)  |
| -- | ----------------------------- | ---------------------- |
| 1  | 18 października 2014          | ISBN 978-4-04-070287-2 |
| 2  | 20 listopada 2014             | ISBN 978-4-04-070288-9 |
| 3  | 20 lutego 2015                | ISBN 978-4-04-070289-6 |

## Manga
Na podstawie light novel powstała manga zilustrowana przez Kimitake Yoshiokiego, która ukazywała się w magazynie „Gekkan Dragon Age” wydawnictwa Fujimi Shobō od 8 lutego 2014 do 9 września 2016. Seria została zebrana w 6 tomach typu tankōbon, wydawanych od 7 lipca 2014 do 8 października 2016.
Czteropanelowa manga komediowa zilustrowana przez Kōjiego Azumę, zatytułowana Amagi Brilliant Park? Fumo (jap. 甘城ブリリアントパーク?ふも), była publikowana w tym samym czasopiśmie od 9 maja 2014 do 9 października 2015. Całość została zebrana w dwóch tomach, wydanych 1 stycznia i 9 października 2015.
Trzecia manga, zatytułowana Amagi Brilliant Park the animation (jap. 甘城ブリリアントパークthe animation), została napisana przez Amaburi Saisei Iinkai i zilustrowana przez Ami Hakui. Była publikowana w serwisie ComicWalker wydawnictwa Kadokawa. Jej rozdziały zostały skompilowane w 3 tankōbonach, opublikowanych między 29 grudnia 2014 a 9 października 2015.

## Anime
Adaptacja anime została zapowiedziana w styczniu 2014. 13-odcinkowa seria została wyprodukowana przez studio Kyoto Animation i wyreżyserowana przez Yasuhiro Takemoto. Za scenariusz odpowiadał Fumihiko Shimo, postacie zaprojektowała Miku Kadowaki, a muzykę skomponował Shinkichi Mitsumune. Serial był emitowany w Japonii od 6 października do 25 grudnia 2014. Motyw otwierający, „Extra Magic Hour” (jap. エクストラ・マジック・アワー Ekusutora majikku awā), zaśpiewała Akino z bless4, natomiast motyw końcowy, „Elementalio de aimashō!” (jap. エレメンタリオで会いましょう! Erementario de aimashō!), wykonała grupa Brilliant4, w skład której wchodzą Yūka Aisaka, Tomoyo Kurosawa, Shiori Mikami i Minami Tsuda. Do siódmego tomu wydania Blu-ray/DVD dołączono odcinek OVA. Powstała także seria 7 mini-odcinków podocznych zatytułowanych, Cudowny Park Amagi: Mini teatrzyk porywających emocji (jap. 甘城ブリリアントパーク 「わくわくミニシアター らくがきバックステージ Amagi Brilliant Park: Wakuwaku Mini Theater – Rakugaki Backstage), które były dołączane do poszczególnych tomów Blu-ray/DVD.
W Polsce anime jest emitowane na antenie 2x2 od 12 grudnia 2016.